# The Neon Demon
Pour plus de détails, voir Fiche technique et Distribution.
The Neon Demon est un thriller horrifique franco-américano-danois réalisé par Nicolas Winding Refn, sorti en 2016.
Le film est présenté en compétition de la sélection officielle du Festival de Cannes 2016.

## Synopsis
Jesse, une jeune fille de seize ans qui rêve d'être mannequin, arrive d'une petite ville de l'état de Géorgie à Los Angeles. Elle rencontre Dean, avec qui elle fait son premier shooting photo, et la maquilleuse Ruby, qui la présente à d'autres mannequins plus âgées, Sarah et Gigi. Les trois femmes sont attirées par la beauté naturelle de Jesse et s'interrogent sur sa sexualité.
Jesse est recrutée par Roberta Hoffman, propriétaire d'une agence de mannequins, qui lui dit de mentir sur son âge et lui propose un shooting photo avec Jack McCarther, un photographe célèbre. Jesse va à un rendez-vous avec Dean, sans suite. Elle rentre dans sa chambre de motel et découvre qu'elle a été saccagée par un puma. Jesse va au shooting photo de Jack, dans lequel elle se dénude et recouvre son corps de peinture dorée. Le shooting est couronné de succès, et alors que Gigi et Sarah envient la jeunesse de Jesse, Ruby est fascinée par cette dernière.
Jesse passe une audition en tant que mannequin pour le styliste Robert Sarno, auquel participe également Sarah. Le styliste est indifférent à cette dernière mais envoûté par Jesse. Sarah, éperdue, demande à Jesse quel effet cela fait d'être au centre de l'admiration de tous. Jesse avoue que « c'est génial ». Sarah se jette alors sur elle, et Jesse se coupe accidentellement à la main avec un bout de verre. Sarah commence à sucer le sang qui coule de la main de Jesse. Cette dernière se rue alors dans sa chambre au motel et s'évanouit au milieu d'étranges hallucinations. Dean arrive et soigne la blessure de Jesse.
Au défilé de Robert Sarno, Gigi raconte à Jesse son expérience avec la chirurgie plastique, et pense que Jesse a eu une « promotion canapé », ce que cette dernière dément. Jesse ferme le défilé et voit alors un triangle brillant comme celui qu'elle a vu dans ses hallucinations auparavant. Après le défilé, Jesse semble changée et va avec Dean dans un bar, où ils entendent Sarno dénigrer les femmes ayant eu recours à la chirurgie, prenant comme exemple Gigi, et vante la beauté naturelle de Jesse. Dean se confronte alors à Sarno et essaie de persuader Jesse de partir, mais, devenue narcissique, elle refuse.
Jesse fait un cauchemar où Hank, le propriétaire lubrique du motel, la force à accomplir ses pulsions sexuelles en lui faisant avaler un couteau. Elle se réveille à temps pour entendre quelqu'un en train de crocheter sa porte. Elle verrouille sa porte à temps, mais entend alors l'étranger entrer dans la chambre voisine et agresser la femme qui s'y trouve. Terrifiée, Jesse appelle Ruby, qui lui propose de venir chez elle. Ruby lui fait des avances et tente de lui faire l'amour, mais Jesse la repousse et révèle sa virginité. Ruby dessine alors sur le miroir un visage avec les yeux barrés au rouge à lèvres, puis part pour son deuxième travail, maquilleuse dans une morgue, où elle satisfait ses pulsions avec un cadavre de femme ; pendant ce temps, Jesse s'allonge sur le canapé avant de se maquiller et de mettre une robe.
Ruby rentre chez elle et trouve Jesse complètement ivre de narcissisme. Sarah et Gigi arrivent chez Ruby et attaquent Jesse. Elles la traquent avec un couteau de boucher et un tisonnier. Les trois femmes entourent Jesse à l'extérieur, et Ruby la pousse dans une piscine vide, où elle se casse la jambe. Alors que Jesse est étendue, désespérée, les trois femmes s'approchent d'elle avec des couteaux, l'abattent et la mangent. On voit ensuite Ruby prendre un bain avec son sang, ce qui révèle des tatouages occultes sur son torse, et Sarah et Gigi se laver avec sous la douche. Plus tard, elle s'allonge dans la tombe de Jesse puis fait un rituel dans son salon, et un torrent de sang sort de ses parties génitales.
Le jour suivant, Sarah et Gigi roulent sur la Pacific Coast Highway à un des shootings photo de Jack avec une autre mannequin prénommée Annie. Jack, en errant dans le salon, est soudain fasciné par Sarah, et vire Annie d'un seul coup. Au milieu du shooting, Gigi se sent mal et part. Sarah voit alors Gigi dans une pièce en train de vomir un des globes oculaires de Jesse. Elle hurle : « Il faut qu'elle sorte de moi », et se poignarde avec une paire de ciseaux. Sarah regarde Gigi mourir, mange le globe oculaire, et retourne au shooting.
Alors que le générique de fin défile, nous voyons Jesse errer dans le désert.

## Fiche technique
- Titre original et français : The Neon Demon
- Réalisateur : Nicolas Winding Refn
- Scénario : Nicolas Winding Refn et Mary Laws
- Décors : Adam Willis
- Direction artistique : Nicole Daniels, Courtney Sheinin
- Musique : Cliff Martinez
- Photographie : Natasha Braier
- Montage : Matthew Newman
- Costumes : Erin Benach
- Production : Lene Borglum, Sidonie Dumas, Vincent Maraval et Nicolas Winding Refn
  - Production déléguée : Michael Bassick, Brahim Chioua, Rachel Dik, Michel Litvak, Christophe Riandée, Jeffrey Stott, Gary Michael Walters et Christopher Woodrow
- Sociétés de Production : Gaumont, Wild Bunch Space Rocket Nation/Motel Movies, Vendian Entertainment, Bold Films
- Pays d'origine :  France,  États-Unis,  Danemark
- Langue originale : anglais
- Budget : 7 000 000 $
- Genre : horreur, thriller
- Durée : 118 minutes
- Dates de sortie :
  - France : 20 mai 2016 (Festival de Cannes 2016) ; 8 juin 2016 (sortie nationale)
  - États-Unis : 24 juin 2016
- Classification :
  -  France : Interdit aux moins de 12 ans lors de sa sortie en salles et aux moins de 16 ans à la télévision.
  -  États-Unis : R - Restricted (Interdit aux moins de 17 ans).

## Distribution
| |  |  |
| Le réalisateur Nicolas Winding Refn et l'actrice principale Elle Fanning à la première du film au Festival de Cannes 2016. |  |  |

- Elle Fanning (VF : Charlotte Piazza) : Jesse
- Karl Glusman (VF : Julien Crampon) : Dean
- Jena Malone (VF : Émilie Rault) : Ruby
- Bella Heathcote (VF : Laëtitia Coryn) : Gigi
- Abbey Lee Kershaw (VF : Ludivine Maffren) : Sarah
- Desmond Harrington (VF : Yann Guillemot) : Jack
- Christina Hendricks (VF : Sybille Tureau) : Roberta Hoffman
- Keanu Reeves (VF : Jean-Pierre Michaël) : Hank
- Charles Baker : Mikey
- Jamie Clayton : la directrice de casting
- Stacey Danger : l'assistante du casting
- Taylor Marie Hill : une mannequin
- Cameron Brinkman : un mannequin (non crédité)
- Chris Muto : Nick (non crédité)
- Alessandro Nivola (VF : Damien Boisseau) : Roberto Sarno (non crédité)
- Jodie Turner-Smith : L'assistante de Roberta Hoffman
- Liv Corfixen : Une cliente du restaurant

 Source et légende : version française (VF) sur RS Doublage et selon le carton du doublage français sur le DVD zone 2.

## Production

### Pré-production
À l'origine, le film devait s'appeler I Walk with The Dead.

### Choix des interprètes
Le rôle principal devait être incarné par Carey Mulligan, ce qui aurait marqué une seconde collaboration entre elle et Nicolas Winding Refn après Drive. Cependant le cinéaste danois décida de rajeunir son héroïne et de confier le rôle à Elle Fanning, jusqu’à maintenant, peu connue du grand public. Pour s’imprégner de son personnage, Nicolas Winding Refn lui demandera de visionner le film La Vallée des poupées
Peu après, Christina Hendricks et Keanu Reeves rejoignent à leur tour le casting. La première retrouvera le cinéaste après Drive tandis que le second collabore pour la première fois avec lui.
Le rôle de Ruby, ici incarné par Jena Malone, devait être initialement interprété par Evan Rachel Wood.

## Bande originale
La bande originale du film est composée par Cliff Martinez, qui avait collaboré, précédemment, avec Nicolas Winding Refn sur Drive et Only God Forgives.
L'album sortira le 24 juin 2016 chez Milan Records.
| 1.    | Neon Demon                         | 3:23 |
| 2.    | Mine (Sweet Tempest)               | 3:43 |
| 3.    | The Demon Dance (Julian Winding)   | 6:00 |
| 4.    | What Are You                       | 1:39 |
| 5.    | Don't Forget Me When You're Famous | 1:33 |
| 6.    | Gold Paint Shoot                   | 2:51 |
| 7.    | Take Off Your Shoes                | 1:44 |
| 8.    | Ruby at the Morgue                 | 1:51 |
| 9.    | Jesse Sneaks into Her Room         | 2:00 |
| 10.   | Real Lolita Rides Again            | 2:48 |
| 11.   | Messenger Walks Among Us           | 6:13 |
| 12.   | Runway                             | 4:30 |
| 13.   | Take Her to Measurements           | 0:55 |
| 14.   | Who Wants Sour Milk                | 1:09 |
| 15.   | I Would Never Say You're Fat       | 2:20 |
| 16.   | Thank God You're Awake (Remix)     | 2:19 |
| 17.   | Kinky                              | 4:18 |
| 18.   | Ruby's Close Up                    | 2:03 |
| 19.   | Lipstick Drawing                   | 2:33 |
| 20.   | Something's in My Room             | 2:53 |
| 21.   | Are We Having a Party              | 5:21 |
| 22.   | Get Her Out of Me                  | 3:51 |
| 23.   | Waving Goodbye (Sia)               | 3:57 |
| 69:55 |                                    |      |

## Accueil

### Critiques
Le film a divisé la critique lors de sa présentation au festival de Cannes 2016.
Sur le site français AlloCiné, The Neon Demon obtient une note moyenne de 3,4/5 pour 29 titres de presse.
Le magazine Cahiers du Cinéma qui classe le film n°3 dans le top 10 de 2016 ., écrit « Le film n’est pas une énième fable de chair fraîche pervertie et dévorée par la société du spectacle, c’est la mise en scène d’une hantise réciproque jusque dans les moindres détails de l’image. La beauté captive autant qu’elle est capturée, la morale est simple mais elle n’avait jamais été portée à cette extrémité indémêlable. » Pour Metro « Si le film nous a séduits […], c’est d’abord par son esthétique flamboyante, certains diront kitsch. Chez NWR, plus que jamais, chaque plan, chaque détail visuel et sonore […] captive de la première à la dernière seconde avec une générosité rare […]. » Pour le magazine Première c'est une « fable morbide sur une jolie provinciale qui débarque à Los Angeles pour percer dans le milieu de la mode, The Neon Demon est à la croisée des chemins. Un pied dans l’intransigeance mutique, l’autre dans la séduction pure (couleurs qui pètent de partout, filles sublimes sur talons aiguilles…). »
Parmi les critiques les plus négatives, Le Monde rédige « Privilégiant l'esthétique, le cinéaste danois s'acharne avec un brio délirant et parfois répugnant sur l'univers du mannequinat. » Le magazine Le Point, lui, dit : « On était venu voir un film d'horreur radical et prenant, on se retrouve avec un clip chichiteux et mortifère, un conte de fées techno, prétentieux et vaguement provoc'. ». Elisabeth Franck-Dumas écrit dans Libération : « Refn (...) se retrouve figé dans la position du cinglé moraliste en complet de laine, qui se contemple éructer son catéchisme depuis le fond d’un aquarium de miroirs. »

### Box-office
| Pays ou région | Box-office      | Date d'arrêt du box-office | Nombre de semaines |
| -------------- | --------------- | -------------------------- | ------------------ |
| États-Unis     | 1 333 124 $     | 5 août 2016                | 6                  |
| France         | 139 505 entrées | 20 juillet 2016            | 6                  |
| Mondial        | 2 293 705 $     | 7 août 2016                | 8                  |

## Distinctions

### Récompense
- Boston Online Film Critics Association Awards 2016 : Meilleure photographie

### Sélections et nominations
- Festival de Cannes 2016 : sélection officielle en compétition